# Argentine, le soja de la faim
Pour plus de détails, voir Fiche technique et Distribution.
Argentine, le soja de la faim est un documentaire français de Marie-Monique Robin aux éditions Galaxie presse, réalisé pour la chaîne de télévision franco-allemande, Arte, sur laquelle il a été diffusé en 2005 dénonçant les méfaits des cultures OGM en Argentine.

## Festivals, conférences et débats
Sofia Gatica (en), une Argentine de la ville de Córdoba, Prix Goldman pour l'environnement 2012, dont la fille est décédée quelques jours après la naissance d'une malformation aux reins, dénonce, la présence de trois à quatre pesticides dans le sang de 80 % de la population de sa localité. Elle a utilisé le film Argentine, le soja de la faim, lors d'une conférence à Auray, en Région Bretagne, pour expliquer la situation en Argentine. Elle refait une autre conférence en s'appuyant sur ce film, en présence de la réalisatrice, dans un débat animé par Christian Jacquiau à Montreuil dans la banlieue parisienne le 15 avril 2016,.
Le film a également été projeté au Festival Alimenterre en 2007 à Paris, au Festival international du documentaire écologique de Bourges en 2008, au festival Sciences en Bobines 2010, au festival Bobines Rebelles, dans la Creuse en 2011,, dans le cadre du débat Société civile contre agribusiness : L’agriculture mondiale à la croisée des chemins à Toulouse en 2008, au festival Film au naturel, à Planchez dans le Morvan en 2008, au 2e Festival du Film Vert en février 2007, en Suisse,, dans le cadre du saloinn Foire Éco Bio d'Alsace à Colmar en 2011, au festival La Semaine Argentine de novembre 2012 à Lyon

## Thème
Les méfaits présentés :
- Utilisation en grand nombre d'herbicides, bien que les OGM fussent vendus en pack avec des herbicides censés devoir être utilisés en petite quantité lors de leur culture, en raison de l'apparition de mauvaises herbes tolérantes au glyphosate[9].
- Les méthodes d'utilisation de ces herbicides ravagent les champs voisins ainsi que la santé de la population se trouvant au bord de ces champs.
- Les agriculteurs voisins souvent sous la pression des élus locaux plus enclins à plaire aux gros exploitants fournissant plus d'argent à la commune, n'écoutent généralement pas les requêtes des paysans plus modestes et plus respectueux de la terre, ceux-ci sont contraints d'abandonner leur terres pour aller grossir les bidonvilles argentins.
- Les plantations sont arrosées par avion, contaminants les maisons voisines des champs et provoquant des malformations chez les fœtus[12]
- Les exploitants agricoles de ces terres étant financés par des fonds de pension étrangers ne se souciant pas de la vie dans ce pays, l'extension des champs, notamment par la destruction des forêts primaires fait des dégâts de plus en plus grands pour l'environnement. Le dégât le plus visible en Argentine, en plus des conséquences plus connues de la déforestation est l'inondation. La présence des forêts régulaient l'eau de pluie, les terres sans végétation durcissent plus vite, laissant l'eau s'accumuler en surface, augmentant ainsi l'étendue des inondations en Argentine.
- 800 000 hectares de forêts ont ainsi été détruits pour multiplier les cultures de soja OGM les cinq années qui ont précédé le film[9].

## Fiche technique
- Réalisation : Marie-Monique Robin
- Durée : 23 minutes
- Production : Galaxie Production

## Accueil critique
Pour le Comité français pour la solidarité internationale, ce film « l'embarras du gouvernement et le silence assourdissant de Monsanto. »